# 杜布坚吉亚乌帕齐拉
杜布坚吉亚乌帕齐拉是孟加拉国的一个乌帕齐拉，位于拉杰沙希专区的博格拉县。杜布坚吉亚塔纳始建于1880年，后于1983年改建制为乌帕齐拉。

## 地理
杜布坚吉亚乌帕齐拉总面积为16244平方公里（62.72平方英里）。东部与卡哈鲁乌帕齐拉隔纳戈尔河相望，西南部与阿达姆迪吉乌帕齐拉相邻，西北部与焦伊布尔哈德县相接，东北部与希布甘傑烏帕齊拉毗邻。
杜布坚吉亚市面积为10.21平方公里（3.94平方英里）。其距博格拉市约20km。

## 人口
据2011年孟加拉国人口普查，杜布坚吉亚乌帕齐拉共有45390户人家，共计176678人口，其中12.7%居住在城区，8.7%年龄在五岁以上。该地7岁以上人口之平均识字率为51.7%，略低于全国平均值（51.8%）。